# Scoparia hypoxantha
Scoparia hypoxantha là một loài bướm đêm trong họ Crambidae.